# Kim Bong-jin
Kim Bong-jin (kor. 김봉진; * 18. Juli 1990 in Seoul) ist ein südkoreanischer Fußballspieler.

## Karriere
Kim Bong-jin erlernte das Fußballspielen in den Schulmannschaften der Dongbuk Middle School, Doonchon Middle School und der Kwangwoon Electronic Technical High School sowie in der Universitätsmannschaft der Dong-Eui University. Seinen ersten Vertrag unterschrieb er am 1. Januar 2013 beim Gangwon FC. Das Fußballfranchise aus Gangwon-do spielte in der ersten südkoreanischen Liga, der K League 1. Am Ende der Saison musste er mit Gangwon in die zweite Liga absteigen. Nach dem Abstieg verließ er Gangwon und schloss sich im Januar 2014 dem Erstligisten Incheon United aus Incheon an. Nach 18 Erstligaspielen unterschrieb er im Januar 2015 einen Einjahresvertrag beim Zweitligisten Gyeongnam FC. Mit dem Franchise spielte er siebenmal in der zweiten Liga. Über Seoul TNT Fitogether ging er im August 2016 nach Hongkong. Hier nahm ihn der Kitchee SC unter Vertrag. Der Verein spielte in der ersten Liga, der Hong Kong Premier League. 2017 und 2018 feierte er mit Kitchee die Meisterschaft. Den Hong Kong Senior Shield gewann er 2017. 2017 und 2018 ging er mit Kitchee als Sieger im Finale des Hong Kong Community Cup und des Hong Kong FA Cup vom Platz. Den Sapling Cup gewann er 2018. Die Saison 2019 wurde er an den vietnamesischen Verein Hoàng Anh Gia Lai ausgeliehen. Mit dem Verein aus Pleiku spielte er 20-mal in der ersten Liga, der V.League 1. Nach Vertragsende bei Kitchee ging er 2020 nach Malaysia. Hier verpflichtete ihn der in der ersten Liga spielende Petaling Jaya City FC. Für den Verein aus Petaling Jaya spielte er neunmal in der ersten Liga. 2021 kehrte er in seine Heimat zurück. Hier schloss er sich dem Erstligisten Gwangju FC aus Gwangju an. Für Gwangju absolvierte er 17 Erstligaspiele. Vom 1. Januar 2022 bis Juni 2022 war er vertrags- und vereinslos. Im Juni 2022 ging er nach Thailand. Hier unterschrieb er einen Vertrag beim Zweitligaaufsteiger Nakhon Si United FC. Für den Verein aus Nakhon Si Thammarat bestritt er drei Zweitligaspiele. Im Dezember 2022 wurde sein Vertrag nicht verlängert.

## Erfolge
Kitchee SC
- Hong Kong Premier League: 2017, 2018
- Hong Kong Senior Shield: 2017
- Hong Kong Community Cup: 2017, 2018
- Hong Kong FA Cup: 2017, 2018
- Sapling Cup: 2018